# Elizeu dos Santos
Elizeu Zaleski dos Santos, mais conhecido como Elizeu Capoeira (Francisco Beltrão, 12 de novembro de 1986) é um lutador profissional de artes marciais mistas que atualmente compete pelo UFC na categoria dos meio-médios.

## Biografia
Elizeu Zaleski dos Santos nasceu em Francisco Beltrão, Paraná em 12 de novembro de 1986. Começou a treinar capoeira aos nove anos de idade. Elizeu fez a transição para o MMA quando tinha 20 anos. Anos depois ele já fazia sua estreia no MMA profissional.

## Carreira no MMA

### Inicio
Elizeu fez sua estreia no MMA profissional no dia 8 de novembro de 2009 e lutou por vários eventos no Basil, tais como Jungle Fight, Smash e Amazon Fight. Foi campeão peso meio-médio do Jungle Fight com um cartel de 14-4, sendo 13 dessas vitórias vindo via rápida e 1 por decisão dos juízes, vindo posteriormente a ser contratado pelo UFC.

### UFC
Elizeu estreou no UFC em 30 de maio de 2015, no UFC Fight Night: Condit vs. Alves contra o dinamarquês Nicolas Dalby. Apesar de dominar o oponente na luta em pé, os juízes deram a vitória para Dalby via decisão dividida.
Ele enfrentou Omari Akhmedov em sua segunda luta na organização, no UFC on FOX: Teixera vs. Evans em 16 de abril de 2016. Ele venceu a luta via nocaute no terceiro round. Esta luta lhe rendeu o seu primeiro bônus de “Luta da Noite”.
No dia 1 de Outubro de 2016, Elizeu voltou ao octógono para enfrentar o japonês Keita Nakamura, no UFC Fight Night: Lineker vs. Dodson. Elizeu venceu a luta por decisão unânime.
Elizeu enfrentou o ex-campeão do Bellator, Lyman Good, no dia 22 de julho de 2017, no UFC on FOX: Weidman vs. Gastelum. Ele venceu via decisão dividida. A luta lhe rendeu seu segundo bônus de “Luta da Noite”.
Ele enfrentou o americano Max Griffin em 28 de Outubro de 2017, no UFC Fight Night: Brunson vs. Machida. Elizeu venceu a luta via decisão unânime. Também ganhou seu terceiro bônus de “Luta da 
Elizeu era esperado para enfrentar o británico Jack Marshman, em 17 de março de 2018, no UFC Fight Night 127. Porém, no dia 19 de fevereiro de 2018, Elizeu anunciou que havia sofrido uma lesão no joelho. Foi substituído por Brad Scott.
Ele enfrentou Sean Strickland no dia 12 de maio de 2018. Ele venceu a luta via nocaute no primeiro round.
Elizeu estava escalado para enfrentar Belal Muhammad em 22 de Setembro de 2018, no UFC Fight Night: Marreta vs. Anders. Porém , Muhammad teve que se retirar da luta e foi substituído pelo estreante Luigi Vendramini. Elizeu venceu por nocaute no segundo round.
Ele enfrentou o americano Curtis Millender no dia 9 de março de 2019, no UFC Fight Night: Lewis vs. dos Santos. Ele venceu por finalização no primeiro round.

## Cartel no MMA
{{MMArecordbox
| Cartel no MMA   |             |            |
| 33 lutas        | 24 vitórias | 8 derrotas |
| Por nocaute     | 14          | 1          |
| Por finalização | 3           | 2          |
| Por decisão     | 7           | 5          |
| Empates         | 1           | 1          |

| Res.    | Cartel | Oponente               | Método                                 | Evento                                | Data                   | Round | Tempo | Local              | Notas                                                   |
| ------- | ------ | ---------------------- | -------------------------------------- | ------------------------------------- | ---------------------- | ----- | ----- | ------------------ | ------------------------------------------------------- |
| Derrota | 24–8–1 | Randy Brown            | Decisão (unânime)                      | UFC 302                               | 01/06/2024             | 3     | 5:00  | Newark, New Jersey |                                                         |
| Empate  | 24–7–1 | Rinat Fakhretdinov     | Empate (majoritário)                   | UFC Fight Night: Almeida vs. Lewis    | 04/11/2023             | 3     | 5:00  | São Paulo          |                                                         |
| Vitória | 24–7   | Abubakar Nurmagomedov  | Decisão (dividida)                     | UFC on ESPN: Kara-France vs. Albazi   | 03/06/2023             | 3     | 5:00  | Las Vegas, Nevada  |                                                         |
| Vitória | 23-7   | Benoît Saint-Dennis    | Decisão (unânime)                      | UFC 267: Blachowicz vs. Teixeira      | 30/10/2021             | 3     | 5:00  | Abu Dhabi          |                                                         |
| Derrota | 22-7   | Muslim Salikhov        | Decisão (dividida)                     | UFC 251: Usman vs. Masvidal           | 11 de julho de 2020    | 3     | 5:00  | Abu Dhabi          |                                                         |
| Vitória | 22-6   | Alexey Kunchenko       | Decisão (unânime)                      | UFC Fight Night: Lee vs. Oliveira     | 14 de março de 2020    | 3     | 5:00  | Brasília           |                                                         |
| Derrota | 21-6   | Li Jingliang           | Nocaute Técnico (socos)                | UFC Fight Night: Andrade vs. Zhang    | 31 de agosto de 2019   | 3     | 4:51  | Shenzhen           |                                                         |
| Vitória | 21-5   | Curtis Millender       | Finalização (mata leão)                | UFC Fight Night: Lewis vs. dos Santos | 9 de março de 2019     | 1     | 2:36  | Wichita, Kansas    |                                                         |
| Vitória | 20-5   | Luigi Vendramini       | Nocaute (joelhada voadora e socos)     | UFC Fight Night: Santos vs. Anders    | 22 de setembro de 2018 | 2     | 1:20  | São Paulo          |                                                         |
| Vitória | 19-5   | Sean Strickland        | Nocaute Técnico (chute rodado e socos) | UFC 224: Nunes vs. Pennington         | 12 de maio de 2019     | 1     | 3:40  | Rio de Janeiro     |                                                         |
| Vitória | 18-5   | Max Griffin            | Decisão (unânime)                      | UFC Fight Night: Brunson vs. Machida  | 20 de outubro de 2018  | 3     | 5:00  | São Paulo          | Luta da Noite.                                          |
| Vitória | 17-5   | Lyman Good             | Decisão (dividida)                     | UFC on Fox: Weidman vs. Gastelum      | 22 de julho de 2017    | 3     | 5:00  | Uniondale          | Luta da Noite.                                          |
| Vitória | 16-5   | Keita Nakamura         | Decisão (unânime)                      | UFC Fight Night: Lineker vs. Dodson   | 1 de outubro de 2016   | 3     | 5:00  | Portland, Oregon   |                                                         |
| Vitória | 15-5   | Omari Akhmedov         | Nocaute Técnico (joelhadas e socos)    | UFC on Fox: Teixeira vs. Evans        | 16 de abril de 2016    | 3     | 3:03  | Tampa, Florida     | Luta da Noite.                                          |
| Derrota | 14-5   | Nicolas Dalby          | Decisão (dividida)                     | UFC Fight Night: Condit vs. Alves     | 30 de maio de 2015     | 3     | 5:00  | Goiânia            | Estreia no UFC.                                         |
| Vitória | 14-4   | Eduardo Ramon          | Finalização (mata leão)                | Jungle Fight 75                       | 18 de dezembro de 2014 | 2     | 2:07  | Belém              | Defendeu o cinturão peso meio-médio do Jungle Fight.    |
| Vitória | 13-4   | Itamar Rosa            | Nocaute (socos)                        | Jungle Fight 71                       | 19 de julho de 2014    | 1     | 1:59  | São Paulo          | Ganhou o cinturão peso meio-médio vago do Jungle Fight. |
| Vitória | 12–4   | Rodrigo Souza          | Nocaute (socos)                        | Jungle Fight 65                       | 2 de fevereiro de 2014 | 2     | 2:57  | Bahia              |                                                         |
| Vitória | 11-4   | Josenildo Ramalho      | Nocaute (socos)                        | Jungle Fight 59                       | 12 de outubro de 2013  | 1     | 2:42  | Rio de Janeiro     |                                                         |
| Derrota | 10–4   | Guilherme Vasconcelos  | Finalização (mata leão)                | Jungle Fight 54                       | 29 de junho de 2013    | 2     | 2:20  | Rio de Janeiro     |                                                         |
| Vitória | 10–3   | Ricardo Silva          | Nocaute (socos)                        | Smash Fight                           | 3 de maio de 2013      | 1     | 1:16  | Curitiba           | Final do torneio dos meio-médios.                       |
| Vitória | 9-3    | Gilmar Dutra Lima      | Nocaute (soco)                         | Smash Fight                           | 3 de maio de 2013      | 1     | 0:27  | Curitiba           | Semi final do torneio dos meio-médios.                  |
| Derrota | 8-3    | Franklin Jensen        | Decisão (unânime)                      | Sparta MMA                            | 29 de setembro de 2012 | 3     | 5:00  | Itajai             |                                                         |
| Vitória | 8-2    | Misael Chamorro        | Finalização (mata leão)                | Beltrão Combat                        | 19 de maio de 2012     | 2     | 1:35  | Francisco Beltrão  |                                                         |
| Derrota | 7–2    | Viscardi Andrade       | Finalização (mata leão)                | Max Fight 11                          | 17 de março de 2012    | 2     | 1:27  | São Paulo          |                                                         |
| Derrota | 7–1    | José de Ribamar        | Decisão (dividida)                     | Amazon Fight 10                       | 7 de dezembro de 2011  | 3     | 5:00  | Belém              |                                                         |
| Vitória | 7–0    | Jackson Pontes         | Nocaute Técnico (socos)                | Max Fight 10                          | 10 de novembro de 2011 | 1     | 2:42  | São Paulo          |                                                         |
| Vitória | 6–0    | João Paulo Prado       | Nocaute Técnico (desistência)          | Vale Fighting Championship            | 6 de agosto de 2011    | 2     | 5:00  | São Paulo          |                                                         |
| Vitória | 5-0    | Misael Chamorro        | Nocaute Técnico (socos)                | Big Bold's Night                      | 13 de novembro de 2010 | 1     | 0:56  | Cascavel           |                                                         |
| Vitória | 4-0    | Dyego Roberto          | Nocaute Técnico (chute no corpo)       | Samurai Fight Combat 3                | 25 de abril de 2010    | 3     | 4:16  | Curitiba           |                                                         |
| Vitória | 3-0    | Christian Tide Squeti  | Decisão (dividida)                     | Londrina Fight Show 1                 | 13 de dezembro de 2009 | 3     | 5:00  | Londrina           |                                                         |
| Vitória | 2-0    | Wellington Morgenstern | Nocaute (socos)                        | B33 Fight 8                           | 15 de novembro de 2009 | 1     | 2:01  | Ponta Grossa       |                                                         |
| Vitória | 1-0    | Douglas Jandozo        | Nocaute (socos)                        | G1: Open Fight 7                      | 8 de novembro de 2009  | 1     | 3:03  | Joaquim Tavora     | Estreia no MMA.                                         |